# داکتون (واشینگتن)
داکتون (به انگلیسی: Dockton) یک منطقهٔ مسکونی در ایالات متحده آمریکا است که در شهرستان کینگ، واشینگتن واقع شده‌است.